# فرد بورهام
فرد بورهام (انگلیسی: Fred Boreham; ۸ ژوئیهٔ ۱۸۸۵ – ۱۹۵۱ (۶۵−۶۶ سال)) بازیکن فوتبال اهل بریتانیا بود.
از باشگاه‌هایی که در آن بازی کرده‌است می‌توان به باشگاه فوتبال تاتنهام هاتسپر و باشگاه فوتبال تانبریج ولز اشاره کرد.